# Carl Robert Arthur Thiele
Carl Robert Arthur Thiele (* 2. November 1860 in Leipzig; † 18. Juni 1936 ebenda) war ein deutscher Kunstmaler, Maler, Zeichner, Aquarellist, Illustrator und Dekorationsmaler.

## Familie
Carl Robert Arthur Thiele war der Sohn des Instrumentenmachers Carl Gotthelf Thiele (1813–1885) und dessen Ehefrau Friederike Wilhelmine Thiele, geb. Flügel (1817–1874).
1886 heiratete er Lena Anna Louise Thiele geb. Fischer (1861–1944). Mit ihr hatte er zwei Söhne: Carl Arthur Walter (1889–??), Maler, Graphiker und Dozent an der Kunstakademie Leipzig, und Emil Max Fritz (1899–1971).

## Werk

Signatur Arthur Thiele Leipzig (Carl Robert Arthur Thiele).

Signatur Arthur Thiele München (Julius Arthur Thiele).

Sein Sohn Emil Max Fritz verfasste 1969 eine Familienchronik Zur Geschichte der Familie Thiele, in der er darlegt:
„Seine Arbeit war sein Leben lang mit wenigen Ausnahmen Brotarbeit, die ihn aber durchaus befriedigte.“
„Es ist nicht möglich, alles was er geleistet hat hier aufzuführen, es sei nur einiges genannt, das nach Bedarf und Zeitgeschmack geschaffen wurde: Notentitel, Diplome, Postkarten, Buchillustrationen, Witzblattarbeiten, Entwürfe für Papierlaternen, Schulfibeln, Kinderbücher und vieles andere.“
„Die Postkarte hat in seinem Schaffen eine große Rolle gespielt […] Eine seiner Spezialitäten waren, dem Zeitgeschmack entsprechend, vermenschlichte Tiere, besonders Dackel und Katzen. In Fachkreisen war er unter den Namen ‚Dackel-Thiele‘ oder auch ‚Katzen-Thiele‘ bekannt.“
Nicht alle Werke von Carl Robert Arthur Thiele sind signiert; er änderte seine Signatur im Laufe seiner Schaffenszeit. Besonderes Augenmerk gilt der z. T. verwechselbaren Signatur des Landschafts- und Tiermalers Julius Arthur Thiele (1841–1919). Schließlich fügte Carl Robert Arthur Thiele seiner Signatur die Buchstaben Lpzg für Leipzig hinzu. Diese Signatur ist eindeutig.
Carl Robert Arthur Thiele entwarf im Auftrag des Kölner Schokoladeproduzenten Ludwig Stollwerck Sammelbilder für Stollwerck-Sammelalben, u. a. die Serie Jux für das Stollwerck-Sammelalbum No. 13 von 1912.
Als Ansichtskartenkünstler schuf er eine Vielzahl von Karten, oft stellten sie vermenschlichte Tiere, hauptsächlich Katzen dar.

## Persönlichkeit
In der Familienchronik beschreibt ihn sein Sohn Emil Max Fritz als gütig, ein bestimmtes Foto von ihm zeige ihn in seiner ganzen Güte. Politisch war er national, geradezu reaktionär gesinnt: Er illustrierte den 1915 herausgegebenen Kriegspropagandaband Europas Struwwelpeter, in dem H. Morell dichtet:
Marianne
Marianne war allein zu Haus, / Da ging sie sonntags einmal aus / Und kam mit frischem, frohen Sinn / Nach Petersburg und Moskau hin, / Da immer sie kokett gewesen, / Hat sie auch bald sich auserlesen / 'nen Schatz, – das war der dreck'ge Russ', / Zwar dacht' sie: 's ist kein Genuß, / Dieweil der so nach Wutki riecht / Und Mittagessen zahlt er nicht, / Doch – ist er groß wie selten einer / und immer besser als wie keiner …
Marianne ist eine symbolische Darstellung der französischen Republik, die meistens als junge Frau mit unterschiedlichen republikanischen Attributen dargestellt wird: französische Trikolore, Helm oder Freiheitsmütze u. a. Damit wendet sich die Propaganda nicht nur gegen Russland, wie offensichtlich, sondern auch gegen den 'Erbfeind' Frankreich.

## Ehrungen
In Leipzig ist der Arthur-Thiele-Weg nach ihm benannt.

## Werke
- Anna Marquardsen: Miezekätzchen. Ein Gruß unserm Liebling. Mit Bildern von Arthur Thiele. Jasper, Nürnberg (1920).
- Albert Sixtus: Im Katzenkränzchen. Ein lustiges Bilderbuch. Mit Bildern von Arthur Thiele. Hahn, Leipzig 1926. Neuauflage: Hahn, Hamburg 1973, ISBN 3-87286-035-6.
- Albert Sixtus: Wie Heini der Stärkste wurde. Mit Bildern von Arthur Thiele. Leipziger Graphische Werke, Leipzig 1927.
- Albert Sixtus: Wie Susi die Schönste wurde. Mit Bildern von Arthur Thiele. Leipziger Graphische Werke, Leipzig 1927.
- Albert Sixtus: Die beiden Ausreißer Mit Bildern von Arthur Thiele. Borgmeyer, Hildesheim 1931.
- Albert Sixtus: Schützenfest in Katzenhausen. Mit Bildern von Arthur Thiele. Hahn, Leipzig 1933. Neuauflage: Hahn, Hamburg 1987, ISBN 3-87286-050-X.
- Magda Trott: Jungmädchens Schritt ins Leben. Mit drei Vollbildern von Arthur Thiele. Graphische Werke, Leipzig 1930.